# Петров, Виктор Иванович
Виктор Иванович Петров (25 ноября 1936 — 31 июля 1993) — передовик советского машиностроения, токарь завода «Прогресс» Министерства общего машиностроения СССР, город Куйбышев, Герой Социалистического Труда (1976).

## Биография
Родился в 1936 году в посёлке городского типа Кинель (ныне город Кинель в Самарской области), в русской семье. Окончил обучение в средней школе. В 17 лет поступил на работу на завод учеником токаря. Бессменно с 1953 года и на протяжении 40 лет трудился на Государственном авиационном заводе № 1 имени И. В. Сталина (ныне Ракетно-космический центр «Прогресс» в Самаре).
Виктор Иванович считался специалистом высшего уровня. Ему доверяли изготовление самых сложных деталей для ракет-носителей и ракетно-космической отрасли, иногда изделия носили эксклюзивный характер. Был одним из лучших новаторов. С его инициативы на заводе началось формирование комплексных бригад, которые выполняли задание по методу бригадного подряда. В производстве было внедрено 7 его рационализаторских предложений. Усовершенствовал конструкцию виброгасительного агрегата токарного станка. Его предложение в дальнейшем использовалось при массовом изготовлении подобных станков.
Указом Президиума Верховного Совета СССР (закрытым) За выдающиеся успехи в производстве специальной техники от 27 октября 1976 года Виктору Ивановичу Петрову было присвоено звание Героя Социалистического Труда с вручением ордена Ленина и золотой медали «Серп и Молот».
В дальнейшем продолжал работать на производстве. В 1978 году без отрыва от основной работы закончил обучение в Куйбышевском радиомеханическом техникуме. Трудился на заводе до последнего дня своей жизни. Неоднократно признавался лучшим по профессии в Министерстве общего машиностроения СССР и в Куйбышевской области.
Проживал в Самаре. Умер 31 июля 1993 года.

## Награды
За трудовые успехи удостоен:
- золотая звезда «Серп и Молот» (27.10.1976),
- орден Ленина (27.10.1976),
- Орден Трудового Красного Знамени (25.03.1974),
- другие медали.